# Тим Рот
Тим Рот (на английски: Tim Roth, рождено име Timothy Simon Smith) е британски филмов актьор и режисьор.

## Жизнен и творчески път

### Произход и образование
Рот е роден на 14 май 1961 г. като Тимъти Саймън Смит в Дълуич, Лондон, сина на Ан, художник и учител, и Ърни Смит (Ernie Smith), журналист и член на Британската комунистическа партия. Баща му приема презимето Рот след Втората световна война, за да скрие своята националност, когато пътува в страни враждебно настроени към англичаните. Той посещава Стандард скул в Тълз Хил (Tulse Hill). Като млад той желае да стане скулптор и да учи в лондонското училище по изкуствата Кембъруел (Camberwell School of Art).

### Кариера
След училището Кембъруел, Рот пробива с актьорството и на 21-годишна възраст прави своя дебют като неонацист в телевизионния филм „Произведено в Британия“. Във филма „Кралят на гетото“ произведен от BBC, изпълнението на Рот е впечатляващо и убедително, появява се и мнението, че режисьорът е наел истински гангстер за ролята. През същата година Рот играе и в „Meantime“ – драма за бедно работническо семейство, където участва Алфред Молина и Гари Олдман. Малко по-късно във филмът на режисьора Стивън Фриърс „The Hit“ (1984), младият актьор си изрусява косата за да се превъплъти в чирак убиец, наставляван в дейността си от Джон Хърт. Род представя на екрана комбинация от бруталност и чар. Положителните оценки за тази роля му позволяват впоследствие да се снима в „Готвачът, крадецът, неговата жена и нейният любовник“ (1989).
През 1990 Рот изиграва отново проблемен персонаж в биографичния „Винсент и Тео“ (1990) на режисьора Робърт Олтман. Филмът разглежда взаимоотношенията на братята Ван Гог. Пол Рийс играе Тео, но играта на Рот е силната точка във филма – изпълнение, изпълнено с енергията и отчаянието на тревожното съзнание. Такава енергия виждаме и в партньорството му с Гари Олдман в екранизираната версия на „Розенкранц и Гилдерщерн са мъртви“ (1990). Взискателният режисьор Куентин Тарантино харесва играта на Рот и му предлага главната роля на г-н Оранжев в наситения с насилие „Глутница кучета“ (1992). Американският акцент на английския актьор е перфектен и отличава Рот дори сред звезди като Харви Кайтел и Майкъл Медсън. Следващата роля на Рот е за телевизията – като американския сериен убиец Чарлс Старкуедър в минисериала „Murder in the Heartland“ (1993). Плашещо реалистичното си изпълнение му спечелва адмирации.
Същата тематична нишка е запазена и в „Криминале“ (1994) на Куентин Тарантино и криминалната драма „Малката Одеса“, където изиграва ролята на обирджия и руски наемен убиец от еврейски произход. След тези роли той се налага като характерен образ и е търсен за подобни типажи. Рот печели Оскар за поддържаща роля в „Rob Roy“ (1995), където се превъплъщава в интриганта конте Арчибалд Кънингъм.
В опит Рот да разчупи актьорския стереотип за себе си, той влиза в комедийното амплоа на пиколо в „Четири стаи" (1995), но резултатът не е единодушно одобрение. По-късно Рот се представя като пуснат на свобода престъпник, чието привличане към млада дама преобръща плановете ѝ за сватба в мюзикъла на Уди Алън „Всеки казва „Обичам те“ (1996). Рот демонстрира нелоши вокални възможности и изпява две песни. Заедно с рапъра Тупак Шакур в „Безизходица“ (1997), той е музикант-наркоман, опитващ се да се поправи. Ролята му на безжалостния Дъч Шулц в „Гангстер“ (1997) раздвоява критиците – едни го възхваляват, а други считат, че преиграва. В „Deceiver/Liar“ (1997) е в кожата на богато юпи, обвинено в убийство.
Първата му значима положителна роля Рот играе в „Легенда за пианиста“ (1998) на Джузепе Торнаторе, където е музикално чудо, целият живот на когото е преминал на луксозен презокеански кораб. През 1999 г. Рот прави и своят режисьорски дебют в забележителната семейна сага „The War Zone“ (1999), която се харесва много от публиката и критиката. Филмът е по романа на Александър Стюарт за инцест в семейството, като Рот полага огромни усилия да не на евтината сензационност. Подхождайки аналитично, той съвсем точно създава силен и въздействащ филм.
В римейка на Тим Бъртън „Планетата на маймуните“ (2001) Рот е зъл маймунски генерал, макар че костюмът му го прави не особено различим. Следващите му участия са в политическата сатира „Silver City“ (2004) и хорър филма „Мрачна вода“ (2005), а през 2007 г. в „Младост без младост" на Франсис Форд Копола и в трилъра „Funny Games“ на Михаел Ханеке.
В „Невероятният Хълк“ британският актьор е Емил Блонски, като враг на главния герой, а през 2010 г. Рот отново е с Тарантино за военната пародия „Inglorious Bastards“.
Рот се жени за Ники Бътлър през 1993 г. и имат двама сина (Тимъти Хънтър и Кормак, кръстени на любимите автори на двойката – Хънтър С. Томпсън и Кормак Маккарти). Рот има и още един син от предишна връзка.

## Избрана филмография
- Готвачът, крадецът, неговата жена и нейният любовник (1989)
- Глутница кучета (1992)
- Криминале (1994)
- Четири стаи (1995)
- Легенда за пианиста (1998)
- Печелившите числа (2000)
- Вател (2000)
- Планетата на маймуните (2001)
- Мускетарят (2001)
- Силвър Сити (2004)
- Невероятният Хълк (2008)
- Селма (2014)
- Омразната осморка (2015)
- Хардкор (2015)
- Шан-Чи и легендата за десетте пръстена (2021)
- Ши-Хълк: Адвокат (2022)